# Vladimir Georgiev Škodrov
| 4486 Mithra       | 22 settembre 1987 |
| 6636 Kintanar     | 11 settembre 1988 |
| 9732 Juchnovski   | 24 settembre 1984 |
| 11852 Shoumen     | 10 settembre 1988 |
| 11856 Nicolabonev | 11 settembre 1988 |
| 14342 Iglika      | 23 settembre 1984 |

Vladimir Georgiev Škodrov in bulgaro Владимир Георгиев Шкодров? (Lom, 10 febbraio 1930 – Sofia, 31 agosto 2010) è stato un astronomo bulgaro.

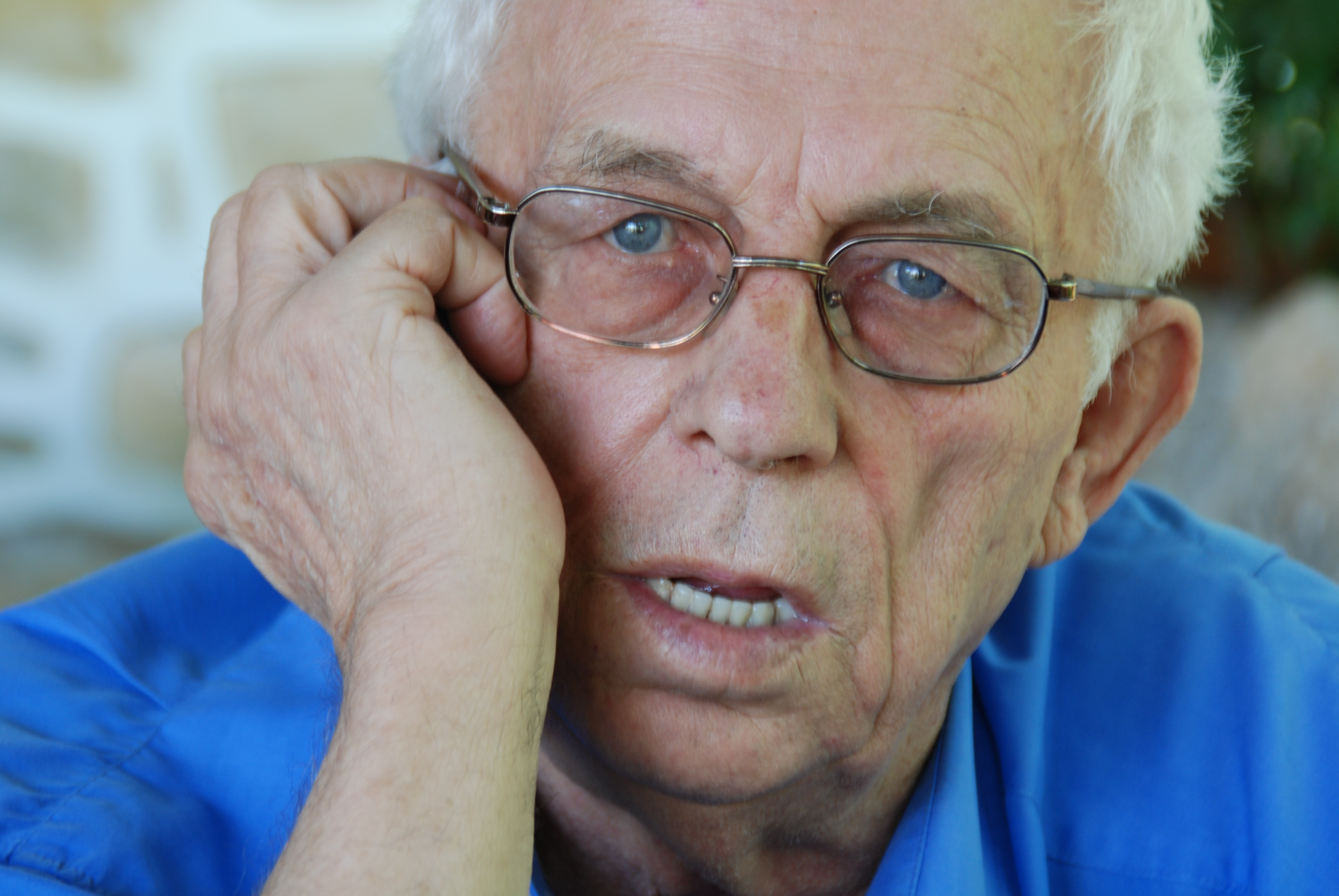
Vladimir Shkodrov.

Il Minor Planet Center gli accredita la scoperta di sette asteroidi, effettuate tra il 1984 e il 1988, in parte in collaborazione con Eric Walter Elst e Violeta G. Ivanova. Tra questi l'asteroide Apollo 4486 Mithra che è l'oggetto conosciuto con la maggior biforcazione.
Gli è stato dedicato l'asteroide 4364 Shkodrov.